# Agriocnemis pieris
Agriocnemis pieris es una especie de zigóptero de la familia Coenagrionidae, originaria de India.

## Distribución y hábitat
Se distribuye en India (Arunachal Pradesh, Bengala Occidental, Goa, Karnataka, Kerala, Madhya Pradesh, Maharashtra, Tamil Nadu) y posiblemente en Bangladés. Habita en pantanos herbosos y praderas pantanosos.